# Vacatio legis
Vacatio legis (łac. próżnowanie ustawy) – określony w przepisach prawa okres między publikacją aktu prawnego a jego wejściem w życie. Celem vacationis legis jest umożliwienie wszystkim zainteresowanym zapoznanie się z nowymi przepisami i przygotowanie do ewentualnych zmian, jakie mogą wynikać z ich wejścia w życie.

## Vacatio legisw Polsce
Zgodnie z przepisami ustawy z dnia 20 lipca 2000 roku o ogłaszaniu aktów normatywnych i niektórych innych aktów prawnych, akty normatywne, zawierające przepisy powszechnie obowiązujące, ogłaszane w dziennikach urzędowych wchodzą w życie co do zasady, po upływie czternastu dni od dnia ich ogłoszenia, chyba że dany akt normatywny określi późniejszy termin.
W uzasadnionych przypadkach akty normatywne mogą wchodzić w życie w terminie krótszym niż czternaście dni, a jeżeli ważny interes państwa wymaga natychmiastowego wejścia w życie aktu normatywnego i zasady demokratycznego państwa prawnego nie stoją temu na przeszkodzie, dniem wejścia w życie może być dzień ogłoszenia tego aktu w dzienniku urzędowym.
Przepisy porządkowe wchodzą w życie po upływie trzech dni od dnia ich ogłoszenia. W uzasadnionych przypadkach takie przepisy mogą wchodzić w życie w krótszym terminie, a jeżeli zwłoka w wejściu ich w życie mogłaby spowodować nieodwracalne szkody lub poważne zagrożenia życia, zdrowia lub mienia, można zarządzić wejście ich w życie z dniem ich ogłoszenia. Możliwe jest działanie z mocą wsteczną aktu normatywnego, jeżeli zasady demokratycznego państwa prawnego nie stoją temu na przeszkodzie - stanowi o tym art. 5 ustawy z dnia 20 lipca 2000 r. o ogłaszaniu aktów normatywnych i niektórych innych aktów prawnych.